# Jasionka Masiowa (gmina)
Jasionka Masiowa – dawna gmina wiejska istniejąca w latach 1934–1939  w woj. lwowskim (dzisiejsze woj. podkarpackie/obwód lwowski). Siedzibą gminy była Jasionka Masiowa (obecnie wieś na Ukrainie).
Gmina zbiorowa Jasionka Masiowa została utworzona 1 sierpnia 1934 roku w powiecie turczańskim w woj. lwowskim z dotychczasowych jednostkowych gmin wiejskich: Hołowsko, Isaje, Jasionka Masiowa, Jasionka Steciowa, Kondratów, Świdnik. 
Po wojnie obszar gminy został odłączony od Polski i włączony do Ukraińskiej SRR.